# 卡盧科斯 (加利福尼亞州)
卡尤科斯（英語：Cayucos）是位於美國加利福尼亞州聖路易斯-奧比斯保縣的一個人口普查指定地區。

## 地理
卡尤科斯的座標為35°26′18″N 120°53′37″W / 35.43833°N 120.89361°W，而該地最高點為海拔高度23米（即75英尺）。

## 人口
根據2010年美國人口普查的數據，卡尤科斯的面積為9.006平方千米，當中陸地面積為8.029平方千米，而水域面積為0.977平方千米。當地共有人口2592人，而人口密度為每平方千米287人。